# پر-اولوف اوستراند
پر-اولوف اوستراند (سوئدی: Per-Olof Östrand؛ ۱۳ ژوئن ۱۹۳۰ – ۲۶ اکتبر ۱۹۸۰) شناگر اهل سوئد بود.
وی در مسابقات کشوری و بین‌المللی در مجموع برندهٔ ۲ مدال طلا، ۲ مدال برنز شده‌است.